# Lipiny (Petite-Pologne)
Pour les articles homonymes, voir Lipiny.
Lipiny est une localité polonaise de la gmina de Dąbrowa Tarnowska, située dans le powiat de Dąbrowa en voïvodie de Petite-Pologne.

## Histoire
On a découvert, à Lipiny, des objets en fer datant du Moyen-Age.